# Biurrun-Olcoz
Biurrun-Olcoz – gmina w Hiszpanii, w Nawarze, o powierzchni 15,69 km². W 2011 roku gmina liczyła 235 mieszkańców.